# ScummVM
ScummVM is een multiplatform stack-gebaseerde virtuele machine, waarmee avonturenspellen en grafische wijs aan en klik-spellen van LucasArts die het SCUMM scripting-systeem ondersteunen, op verschillende platforms te spelen zijn. Het ondersteunt ook een aantal niet-SCUMM-gerelateerde spellen van ontwikkelaars zoals Revolution Software en Sierra On-Line.
ScummVM is vrije software, vrijgegeven onder de GNU GPL voorwaarden. Het werd oorspronkelijk geschreven door Ludvig Strigeus.

## Techniek
ScummVM is geen emulator, maar een interpreter voor diverse scripttalen zoals die werden gebruikt in oudere avonturenspellen. Het acroniem staat voor "Script Creation Utility for Maniac Mansion - Virtual Machine". In de ontwikkeling werd aandacht besteed aan de compatibiliteit en werking op andere platforms. Ook werd direct gekeken naar spelbronnen zoals afbeeldingen, animaties, en geluidseffecten. ScummVM maakt het ook mogelijk om de oorspronkelijke spellen in betere kwaliteit te spelen, aangezien deze vaak op een resolutie van 320 bij 200 pixels werken.
ScummVM is geschreven in de programmeertaal C++ en maakt gebruik van de bibliotheken SDL, MAD, Ogg Vorbis of Tremor, FLAC, en libmpeg2.

## Ondersteunde platforms
ScummVM is beschikbaar gekomen voor de platforms Windows, macOS, Unix en Linux, BSD, iOS, Android, Windows CE, Symbian OS, bada, AmigaOS, en Atari.
Daarnaast ook voor de spelcomputers Dreamcast, GameCube, Nintendo DS, PlayStation 3, PSP, Wii, en Xbox.

## Ondersteunde spellen
Ondersteuning voor volledige compatibiliteit van sommige spellen is nog (deels) in ontwikkeling.

### LucasArts SCUMM-spellen
- Maniac Mansion
- Zak McKracken and the Alien Mindbenders
- Indiana Jones and the Last Crusade: The Graphic Adventure
- Loom
- The Secret of Monkey Island
- Monkey Island 2: LeChuck's Revenge

- Indiana Jones and the Fate of Atlantis
- Maniac Mansion: Day of the Tentacle
- Sam & Max Hit the Road
- Full Throttle
- The Dig
- The Curse of Monkey Island

### Spellen van andere uitgevers
- Beneath a Steel Sky
- Broken Sword
- Broken Sword II
- Flight of the Amazon Queen
- Future Wars
- Gobliiins

- Inherit the Earth: Quest for the Orb
- The Legend of Kyrandia
- Simon the Sorcerer
- Simon the Sorcerer II
- The Feeble Files

### Spellen met gedeeltelijke ondersteuning
- Gobliins 2: The Prince Buffoon
- The Legend of Kyrandia, Book 2: The Hand of Fate
- The Legend of Kyrandia, Book 3: Malcolm's Revenge
- Simon the Sorcerer: Puzzle Pack

- Lure of the Temptress
- James Bond: The Stealth Affair
- I Have No Mouth, and I Must Scream
- Touché: The Adventures of the Fifth Musketeer